# Obława augustowska

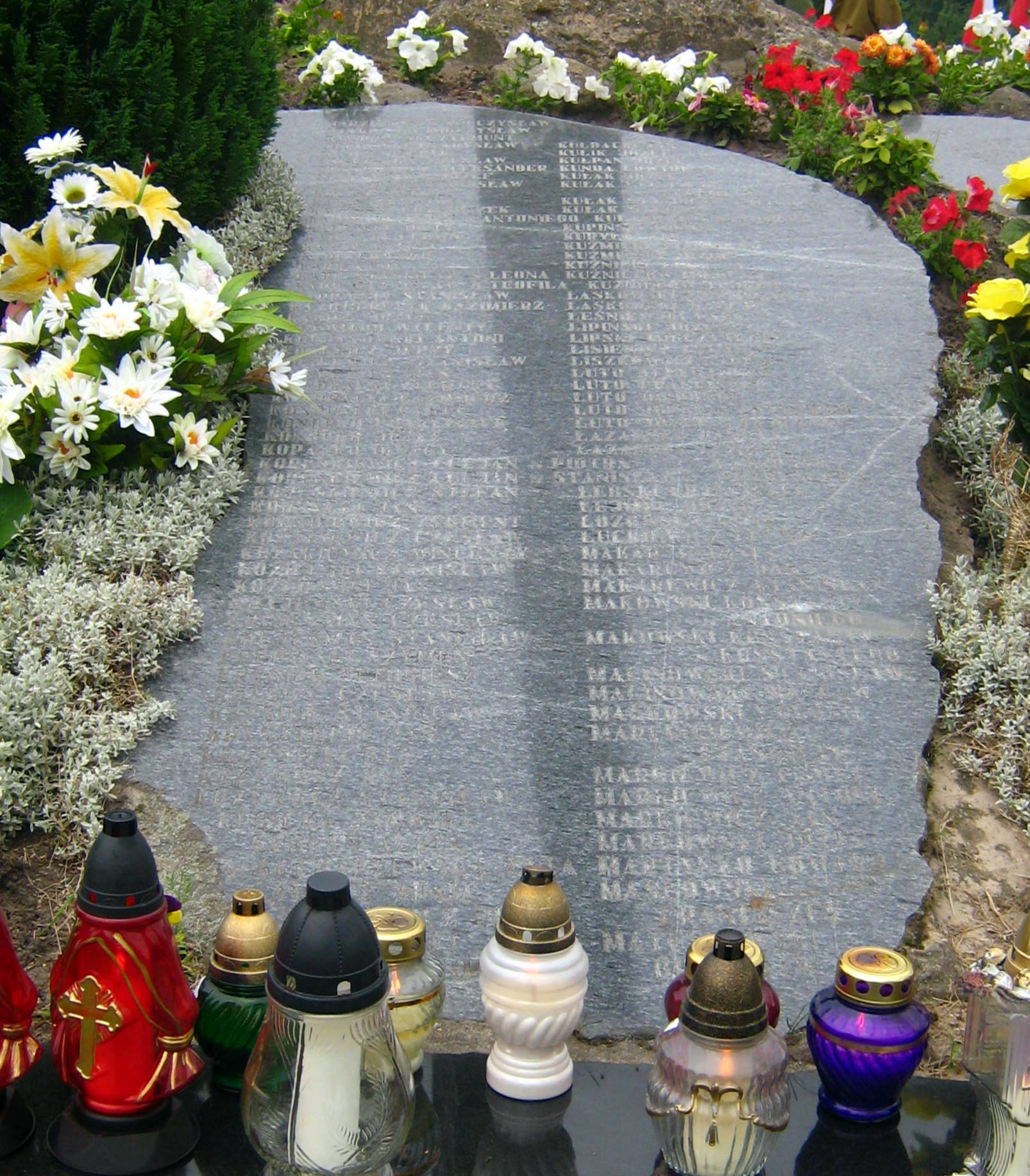
Tablica z nazwiskami osób zaginionych i zamordowanych

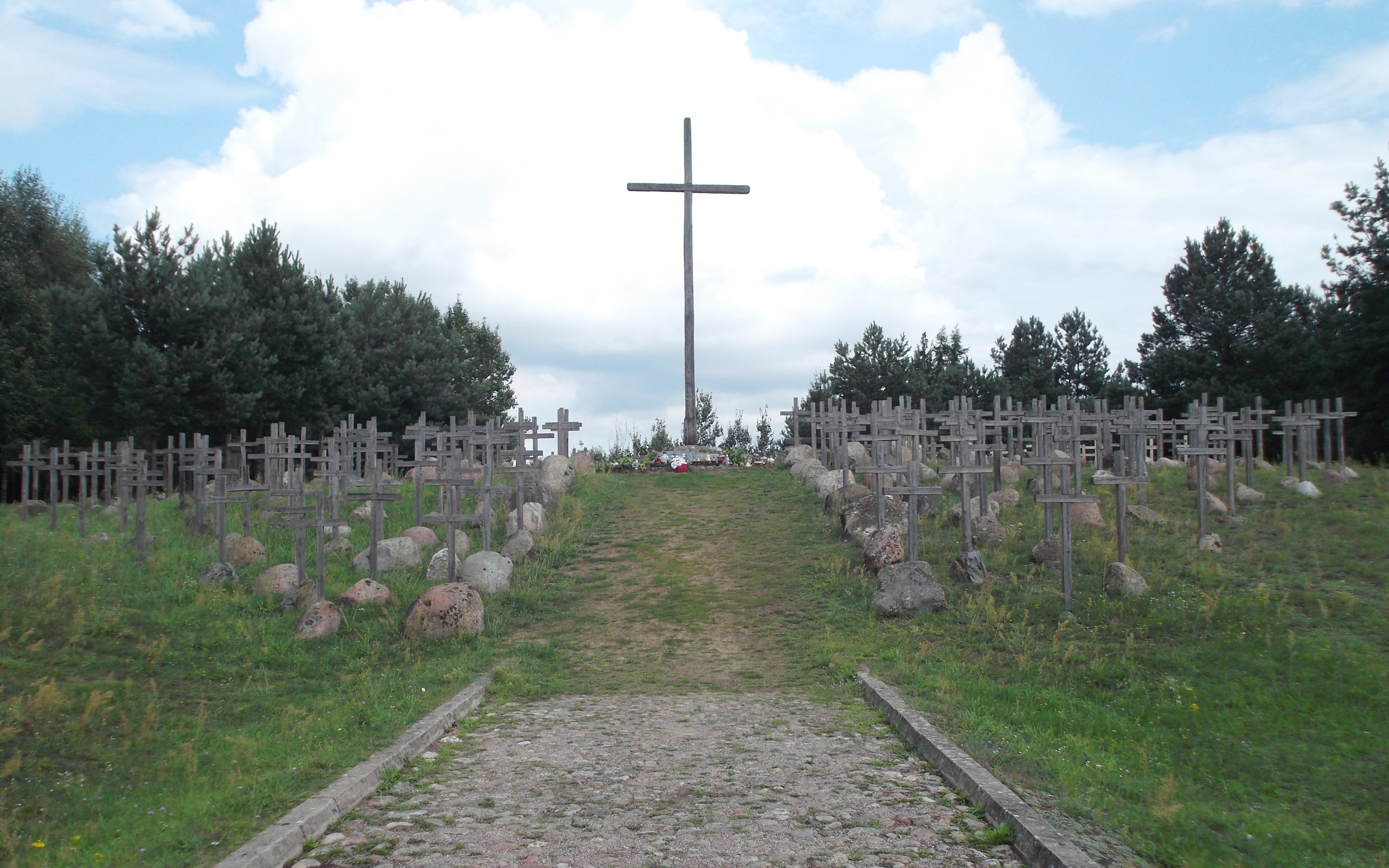
Krzyż w Gibach poświęcony pamięci pomordowanych

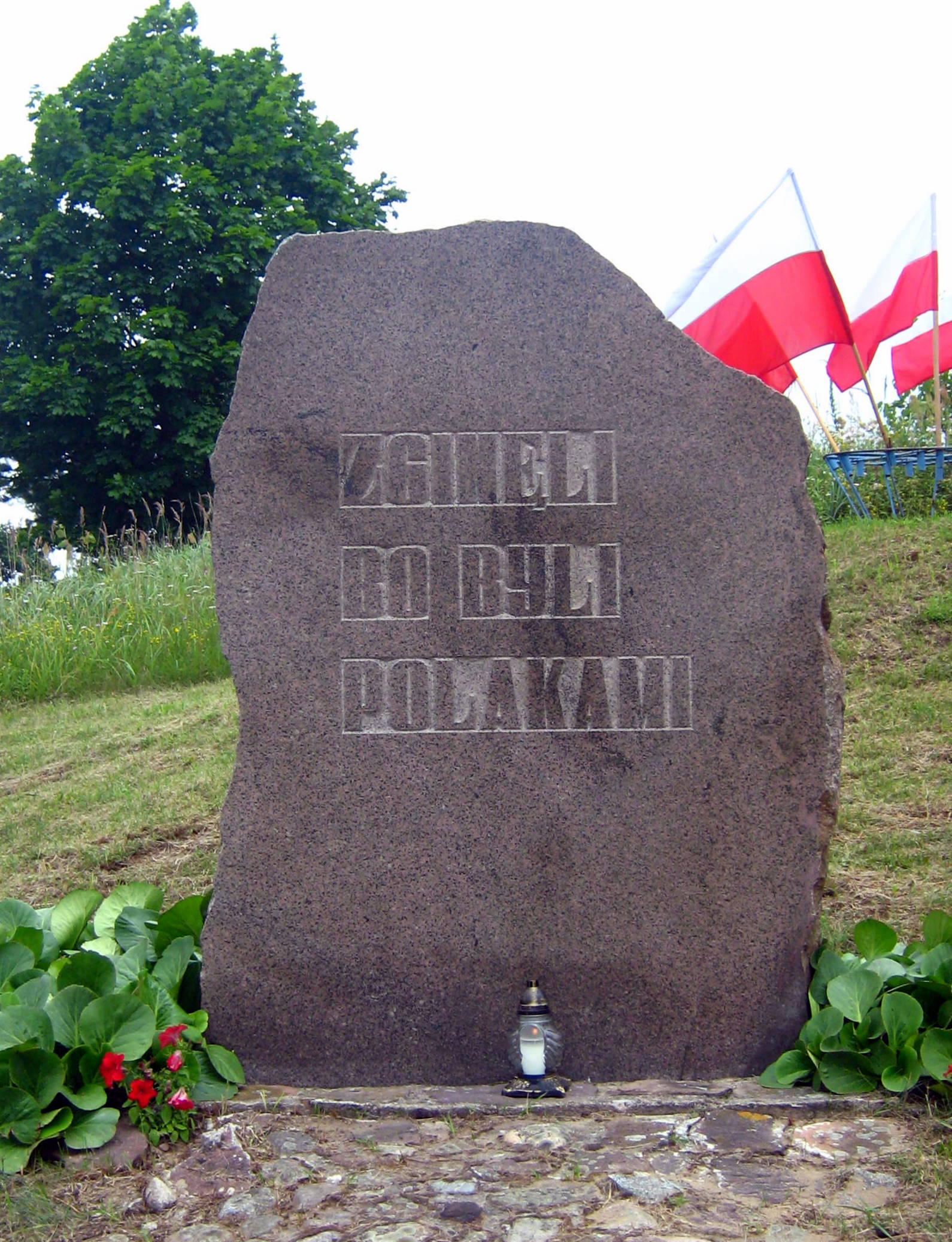
Tablica na wzgórzu w Gibach

Obława augustowska (inaczej: obława lipcowa) – operacja wojskowa przeprowadzona w lipcu 1945 roku przez oddziały Armii Czerwonej (50 Armia), wojska Ludowego Komisariatu Spraw Wewnętrznych Związku Radzieckiego (NKWD) oraz wydzielone oddziały Ludowego Wojska Polskiego i Urzędu Bezpieczeństwa.
Miała ona na celu rozbicie i likwidację oddziałów podziemia niepodległościowego i antykomunistycznego w rejonie Suwałk i Augustowa. Obława augustowska nazywana jest niekiedy „Małym Katyniem”. Uznawana jest za zbrodnię popełnioną przez aparat komunistyczny.

## Kontekst historyczny
Obława augustowska miała miejsce w lipcu 1945 roku, już po zakończeniu II wojny światowej w okresie, gdy Armia Czerwona kontrolowała już ziemie północno-wschodniej Polski, a władzę w kraju przejmował komunistyczny rząd podporządkowany Moskwie. Trwała wówczas brutalna likwidacja struktur Polskiego Państwa Podziemnego, zwłaszcza Armii Krajowej, uznawanych przez nowe władze za zagrożenie dla utrwalania systemu komunistycznego.
Choć operacją kierowali Sowieci, w obławie aktywnie uczestniczyły też polskie struktury – Urząd Bezpieczeństwa i Ludowe Wojsko Polskie. Udział funkcjonariuszy PRL, w tym późniejszych prominentnych działaczy, świadczy o ich współodpowiedzialności za zbrodnię. W kolejnych dekadach władze PRL blokowały dochodzenia, a temat obławy był cenzurowany lub całkowicie przemilczany.

## Przebieg obławy

### Uczestniczące jednostki i miejsca działań
Działania trwały od 10 do 25 lipca 1945. Brały w nich udział oddziały należące do:
- 3 Frontu Białoruskiego[3][4] (według innych źródeł 1 Frontu Białoruskiego[5]) (według ustaleń poczynionych przez historyków z Instytutu Pamięci Narodowej były to oddziały 50 Armii[1])
- i jednostki 62 Dywizji Wojsk Wewnętrznych NKWD,
- osłaniane i wspomagane przez polski Urząd Bezpieczeństwa i pododdział złożony z dwóch kompanii w sile ok. 110–160 żołnierzy 1 Praskiego Pułku Piechoty (dowodzony przez por. Maksymiliana Sznepfa[6][7][8]).

Wśród żołnierzy polskich wspomagających oddziały sowieckie udział w pacyfikacji brał późniejszy szef MSW Mirosław Milewski, ówczesny pracownik PUBP w Augustowie (który wykazywał się wielką gorliwością w pomocy organizatorom obławy).
Przeprowadzono szeroko zakrojoną akcję pacyfikacyjną na obszarze Puszczy Augustowskiej oraz w jej okolicach, w tym na terenach powiatu sokólskiego – m.in. w rejonie Dąbrowy Białostockiej i okolicznych miejscowości, takich jak Małyszówka, Brzozowa, Nowa Wieś, Hamulka, Suchowola i Kamienna Nowa.
Oddziały radzieckie otaczały tamtejsze wsie, aresztując ich mieszkańców podejrzanych o kontakty z partyzantką niepodległościową. Cała operacja kierowana była prawdopodobnie z Augustowa, gdzie ulokowane było lokalne dowództwo sowieckiego kontrwywiadu wojskowego Smiersz.

### Ofiary, miejsca tortur i egzekucji
Zatrzymano ponad 7 tysięcy osób, które więziono w ponad pięćdziesięciu miejscach. Sowieci utworzyli obozy filtracyjne, gdzie torturowano i przesłuchiwano zatrzymanych, przetrzymując ich skrępowanych drutem kolczastym w dołach zalanych wodą pod gołym niebem. Część z nich po przesłuchaniach wróciła do domu. 252 aresztowanych Litwinów, zaangażowanych w litewski ruch niepodległościowy, przekazano miejscowym organom NKWD-NKGB Litewskiej SRR. Około 600 osób narodowości polskiej zostało wywiezionych w nieznanym kierunku i wszelki ślad po nich zaginął; aresztowania tych osób dokonały organy Smiersz 3 Frontu Białoruskiego.
Podejrzewa się, że zostały one wywiezione w okolice Grodna i zamordowane na terenie tzw. Fortów Grodzieńskich, gdzie wcześniej NKWD przeprowadzało inne masowe egzekucje. Jako możliwe miejsce egzekucji wskazywano wieś Naumowicze w obwodzie grodzieńskim na Białorusi. Polski historyk prof. Krzysztof Jasiewicz wysunął hipotezę, że mordu dokonano w rejonie jeziora Gołdap lub – co uznał za bardziej prawdopodobne – w okolicach wsi Rominty (obecnie Krasnolesje) w Puszczy Rominckiej, gdzie niegdyś mieścił się dwór myśliwski Hermanna Göringa (obecnie miejscowość ta znajduje się na terenie obwodu królewieckiego). Prof. Natalia Lebiediewa z Instytutu Historii Rosyjskiej Akademii Nauk, autorka książki o Katyniu, wysunęła przypuszczenie, że Polacy mogli trafić do jakiegoś tajnego obozu, gdzie być może przeprowadzano na nich eksperymenty z bronią chemiczną lub biologiczną.

### Depesza Abakumowa
W 2011 roku rosyjski historyk Nikita Pietrow, wiceprzewodniczący Stowarzyszenia „Memoriał”, opublikował szyfrowaną depeszę wysłaną w lipcu 1945 roku przez gen. Wiktora Abakumowa, dowódcę wojskowego kontrwywiadu Smiersz, do szefa NKWD Ławrentija Berii, odnalezioną w 1990 roku w archiwach KGB. Z depeszy wynikało, że 20 lipca 1945 roku z Moskwy do Olecka przybyła specjalna ekipa funkcjonariuszy Smiersza kierowana przez gen. Iwana Gorgonowa, mająca przeprowadzić „likwidację zatrzymanych w lasach augustowskich bandytów”. Likwidacją mieli dowodzić gen. Gorgonow oraz szef kontrwywiadu Smiersz 3 Frontu Białoruskiego gen. Paweł Zielenin. Liczba 592 osób, wymieniona w depeszy Abakumowa, odpowiada prawie dokładnie liczbie mieszkańców regionu zaginionych w czasie obławy.
Według Nikity Pietrowa z depeszy wynika, że obława została przeprowadzona na osobisty rozkaz Józefa Stalina. Rosyjski historyk wiąże obławę augustowską z planowanym przejazdem Stalina pociągiem specjalnym przez Polskę na trasie Moskwa – Berlin (17 lipca 1945 roku rozpoczęła się pod Berlinem konferencja poczdamska z udziałem Stalina), co nasiliło działania NKWD i Armii Czerwonej przeciwko polskiemu podziemiu niepodległościowemu.
W sierpniu 1945 roku podobną operację antypartyzancką z udziałem Armii Czerwonej i NKWD przeprowadzono po drugiej stronie granicy (zobacz: Partyzantka litewska (1944–1953)), w okręgu mariampolskim na Litwie.

## Śledztwo

### Reakcje w PRL
W listopadzie 1945 roku mieszkańcy gminy Giby wysłali do Bolesława Bieruta delegację, która miała dowiedzieć się o losach zaginionych mieszkańców. Pod koniec lat 50. dwaj posłowie, Jan Kłoczko i Adam Palczak, także próbowali zasięgnąć informacji na temat wydarzeń sprzed kilkunastu lat. Obie te inicjatywy napotkały mur nie do przebicia, a ich inicjatorów represjonowano. W 1987 roku utworzono Obywatelski Komitet Poszukiwań Mieszkańców Suwalszczyzny Zaginionych w Lipcu 1945 r. Wówczas także rozpoczęto ekshumację grobów w lesie koło Gib, ponieważ przypuszczano, że tam mogą być pochowani Polacy. Okazało się jednak, że groby kryły ciała żołnierzy niemieckich z czasów II wojny światowej.
Władze PRL nigdy oficjalnie nie potwierdziły faktu obławy. Rzecznik rządu Jerzy Urban negował nawet sam fakt zaginięcia obywateli polskich.

### Śledztwo w III RP
W 1992 roku śledztwo w tej sprawie wszczęła prokuratura w Suwałkach, potem zostało ono zawieszone, a w 2000 podjął je Instytut Pamięci Narodowej w Białymstoku. Początkowo śledztwo było kwalifikowane przez prokuratorów IPN jako zbrodnia komunistyczna, a od lipca 2009 roku również jako zbrodnia przeciwko ludzkości.
W sprawie tej kilkakrotnie, poczynając od 1992 roku, kierowano do Rosji wnioski o pomoc prawną. 7 stycznia 1995 roku Główna Prokuratura Wojskowa Federacji Rosyjskiej w odpowiedzi na zapytanie strony polskiej wysłała do ambasady polskiej w Moskwie pismo z informacją, że „potwierdzono aresztowanie podczas obławy przez organy Smiersz 3 Frontu Białoruskiego grupy 592 osób, które wspierały antyradziecko nastawioną Armię Krajową”.
Ponadto strona rosyjska poinformowała:
Wymienionym obywatelom polskim nie przedstawiono zarzutów, sprawy karne nie zostały przekazane do sądów, a dalsze losy aresztowanych nie są znane.
W 2003 roku strona rosyjska stwierdziła, że nie ma żadnych dokumentów potwierdzających rozstrzeliwanie cywilów na Suwalszczyźnie w 1945 roku; potwierdzono, że na tym terenie działała 62 Dywizja Wojsk Wewnętrznych NKWD, lecz prośby o fotokopie dzienników bojowych tej formacji pozostały bez odpowiedzi. W połowie lipca 2006 strona rosyjska odmówiła odpowiedzi na polski wniosek o pomoc prawną w tej sprawie, argumentując to przedawnieniem karalności.
Kolejny, obszerny wniosek o pomoc prawną strona polska skierowała do Rosji w 2009 roku. Następny, uzupełniający wniosek o pomoc prawną został przygotowany przez Instytut Pamięci Narodowej w czerwcu 2011 roku; była to prośba o przekazanie kopii konkretnego dokumentu na temat obławy, który opublikował w 2011 roku rosyjski historyk Nikita Pietrow. Wniosek ten został przesłany stronie rosyjskiej, a w sierpniu 2011 roku Prokuratura Generalna Federacji Rosyjskiej poinformowała Prokuraturę Generalną RP, że oprócz informacji przekazanej Polsce w roku 1995 i 2003 nie dysponuje innymi informacjami w tej sprawie. Była to odpowiedź na polski wniosek z 2009 roku i brak jak dotąd odpowiedzi na wniosek z czerwca 2011 roku w sprawie dokumentu opublikowanego przez Nikitę Pietrowa.
W grudniu 2011 roku strona polska zwróciła się do prokuratury rosyjskiej z nowym wnioskiem o pomoc prawną, w którym poprosiła o przekazanie drugiego szyfrogramu gen. Wiktora Abakumowa do szefa NKWD Ławrientija Berii (nr 25871, przechowywanego w Centralnym Archiwum Federalnej Służby Bezpieczeństwa w Moskwie), z którego wynika, że podczas obławy augustowskiej zatrzymano m.in. dowódcę Armii Krajowej o nazwisku Kurpiński ps. „Grom”, urodzonego w 1906 roku.
Podczas wizyty w Moskwie w kwietniu 2012 roku prezes IPN Łukasz Kamiński uzyskał od Stowarzyszenia Memoriał rozszyfrowane raporty dotyczące pojmanych „bandytów” adresowane do Ławrientija Berii.
W czasie remontu prowadzonego w r. 2023 w budynku, w którym w latach 1945–1956 mieścił się Powiatowy Urząd Bezpieczeństwa Publicznego (tzw. „Domu Turka”) odkryto w jego pomieszczeniach, które w tamtym okresie służyły za cele aresztowe, napisy wskazujące, że przetrzymywano tu osoby zatrzymane w okresie, kiedy realizowana była cała operacja. Trwają badania, w jakim stopniu napisy te mają związek z obławą.

### Poszukiwania grobów
Ciał ofiar nigdy nie znaleziono, jakkolwiek podejrzewano, że mogły zostać pochowane w lesie na uroczysku Wielki Bór koło Gib. Ekshumacje przeprowadzone w latach 1987 i 1989 dowiodły, że były to zwłoki żołnierzy niemieckich.
FSB informuje rodziny ofiar w 2013 o miejscu i dacie aresztowań.
Przeanalizowano zdjęcia lotnicze i wskazano miejsca potencjalnych grobów.

## Upamiętnienie
- W latach 1958–1959 Jan Kłoczko i poseł na Sejm PRL z ramienia Polskiej Zjednoczonej Partii Robotniczej Adam Palczak brali udział w kompletowaniu listy osób zaginionych w trakcie obławy i w ich sprawie podejmowali próby interwencji w Komitecie Centralnym PZPR[28].
- Dla uczczenia ofiar obławy augustowskiej w 1987 roku w Gibach powstał pomnik projektu Andrzeja Strumiłły. Corocznie w Gibach odbywają się uroczyste obchody rocznicy obławy[29]. W Polsce działa Obywatelski Komitet Poszukiwań Mieszkańców Suwalszczyzny Zaginionych w Lipcu 1945 r. oraz „Związek Pamięci Ofiar Obławy Augustowskiej 1945 roku”[30], którego szefem jest ks. Stanisław Wysocki[31].
- W 1991 roku, po przeprowadzeniu ekshumacji w Gibach, ustawiono tam krzyż na symbolicznej mogile zaginionych. Na krzyżu wypisano nazwiska 530 osób[11].
- W lipcu 2010 roku wystawę poświęconą obławie augustowskiej, przygotowaną przez Oddział Instytutu Pamięci Narodowej w Białymstoku, zorganizowano w gmachu Sejmu w Warszawie[32]. W latach 2006–2011 wystawy poświęcone obławie były organizowane w Suwałkach[33][34] i Węgorzewie[35].
- 9 czerwca 2011 roku w ramach XI Pikniku Kawaleryjskiego – Dni Kawaleryjskich w Suwałkach zaprezentowane zostało widowisko historyczne „Obława Augustowska. Lipiec 1945”, współorganizowane przez Muzeum Okręgowe w Suwałkach i Oddział Instytutu Pamięci Narodowej w Białymstoku[36].
- Uchwałą z 25 lipca 2014 Sejm RP uczcił pamięć ofiar obławy augustowskiej[37].
- 9 lipca 2015 roku Sejm uchwalił ustawę ustanawiającą 12 lipca Dniem Pamięci Ofiar Obławy Augustowskiej z lipca 1945 roku[38].
- W maju 2017 r. na terenie otaczającym kościół pod wezwaniem św. Marii Magdaleny w Mikaszówce została umieszczona instalacja autorstwa metaloplastyka Wojciecha Skrzyszewskiego, upamiętniająca ofiary obławy augustowskiej[39].
- W „Domu Turka” (dawnej siedzibie Urzędu Bezpieczeństwa w Augustowie) planowane jest urządzenie Domu Pamięci Obławy Augustowskiej[25].
- W 2025 zostały odsłonięte tablice upamiętniające ofiary obławy augustowskiej: na ścianie Gminnego Ośrodka Kultury w Płaskiej [40] oraz na ścianie Urzędu Gminy w Wiżajnach[41].